# Hope Masike
Ruvimbo Hope Masike, connu sous le nom de scène Hope Masike, née le 9 septembre 1984, est une musicienne et danseuse zimbabwéenne. Elle est surnommée La princesse du mbira. Sa musique intègre des éléments traditionnels et modernes. Hope est aussi la chanteuse principale du groupe de musique Monoswezi. Elle est formée aux Beaux-Arts et a étudié à Harare Polytechnic.

## Biographie
Elle est diplômée du Zimbabwe College of Music où elle étudie l'ethnomusicologie et rencontre ensuite un succès dans l'industrie de la musique en 2008,. Sa musique est influencée par les cultures africaine, notamment d'Afrique francophone et lusophone. Tout en respectant la tradition, elle entend aussi l'actualiser pour son public. Elle reçoit le surnom de La princesse du mbira.
Masike est la première lauréate dans la catégorie Meilleure femme musicienne des Zimbabwe National Arts Merit Awards (NAMA) en 2013. En 2016, elle est aussi nommée dans la catégorie de la meilleure musicienne aux NAMA, ainsi que pour la meilleure vidéo aux KORA Awards. Elle est ensuite sélectionnée comme Onebeat Fellow en 2014 et est choisie pour jouer le rôle principal dans une comédie musicale au théâtre appelée Bongile adapté d'un livre éponyme écrit par Chiedza Makwara.
Masike écrit elle-même ses chansons. Sa musique intègre des éléments de jazz, de samba, de reggae et de blues. En 2014, elle effectue une tournée dans plusieurs pays d'Europe.

## Discographie

### Albums
- Espoir (2009)
- Mbira, Amour & Chocolat (2012)
- L'exorcisme d'une célibataire (Riverboat Records / World Music Network, 2019) [14]

### Albums de Monoswezi
- Le village (2013)[15]
- Monoswezi Yenga (2015)[16]
- A Je (2017)[17]

### Single
- Kwira Gomo (2016)
- Ndinewe (Blah Ent, 2016)
- Idenga (Riverboat Records/World Music Network, 2019)

### Collaborations
- Boombap Idiophonics avec DJ Oil et The Monkey Nuts (2015)[18]
- Zenzele » avec Mahube (2018)[19]

## Prix
| Année | Récompenses/Nominations |
| ----- | --- |
| 2013  | National Arts Merit Awards (NAMA) - Nomination pour la meilleure musicienne                                                     |
| 2015  | National Arts Merit Awards (NAMA) - Gagnant du meilleur clip vidéo Huyai Tinamate                                               |
| 2016  | KORA - Nomination pour la meilleure vidéo Huyai Tinamate                                                                        |
| 2018  | National Arts Merit Awards (NAMA) - Nomination pour la production d'écran exceptionnelle - Long métrage One Woman and Her Mbira |
| 2018  | Zimbabwe's Achievers Awards - Nomination pour l'artiste musical international                                                   |